# 大丰河
大丰河，位于中华人民共和国黑龙江省伊春市的一条河流，是汤旺河左岸支流，发源于伊美区东南老白山西北麓921高地，蜿蜒向南流经金林区白山林场东北转西南流，经白山林场、丰岭林场，于丰茂林场转西北流，于金山屯镇南汇入汤旺河。河流全长80千米，平均河宽30米，河水深1～1.5米，流域面积1094平方千米，河道平均比降1.98‰，年均径流量3.54亿立方米。大丰河属于山溪性河流，两岸山势起伏，森林茂密，森林覆盖率72%。源头处老白山一带是东北抗日联军汤源游击队的秘密营地之一。下游有长38千米的漂流河段，被誉为“小兴安岭第一漂”。